# フィクストコーンスリーブ弁

フィクストコーンスリーブ弁の動作

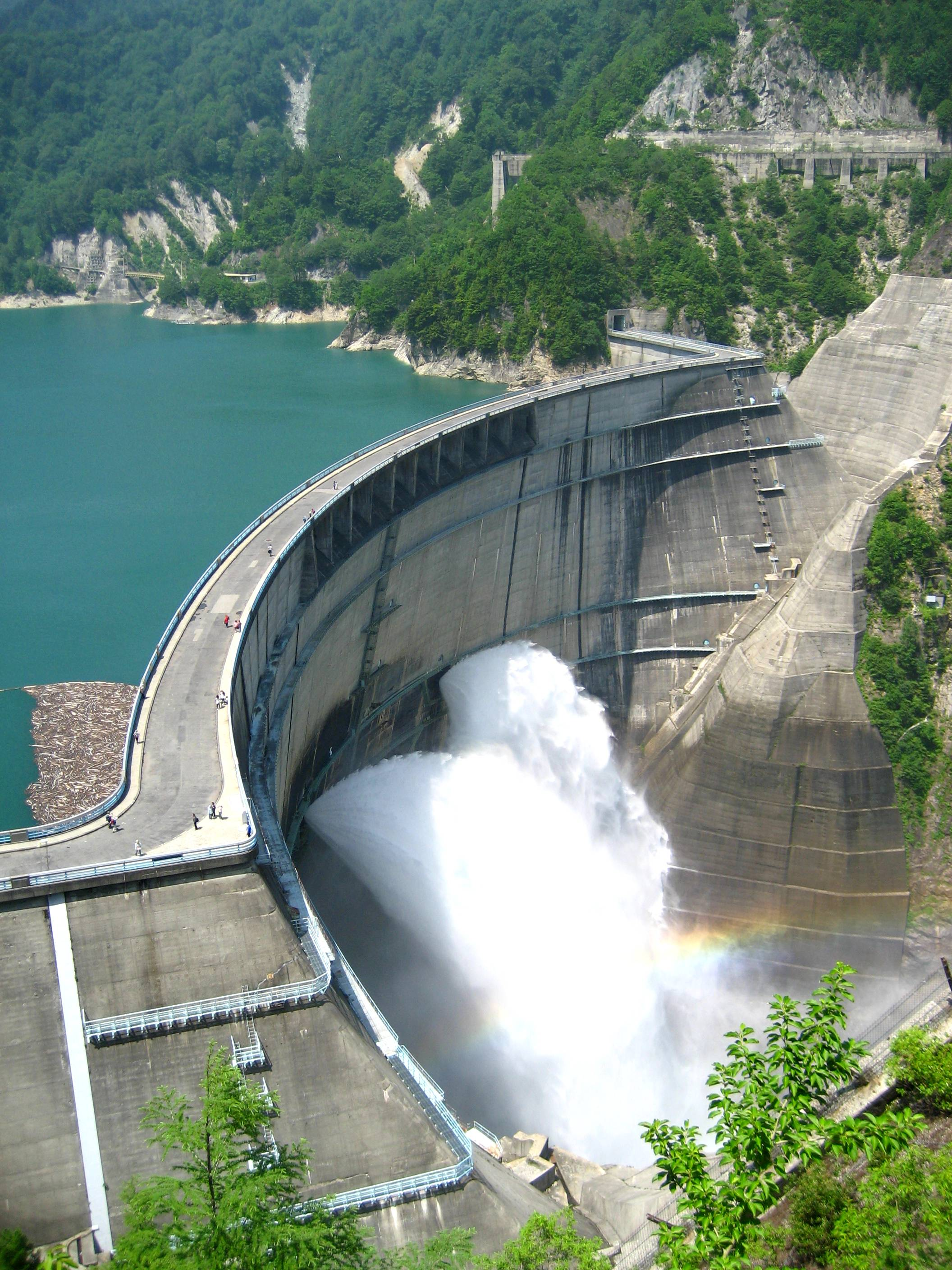
フィクストコーンスリーブ弁からの放流（黒部ダム）

フィクストコーンスリーブ弁（英: fixed cone sleeve valve）は、バルブの一種で、管路の末端に円すい状のコーンを固定し、スリーブ（衣服のそで）状の弁体を動かすことで放出する水の量を調節するものである。1935年に発明されて以来、設計者であるハウエル (C. H. Howell) とバンガー (H. P. Bunger) の両者から名をとってハウエルバンガー弁 (Howell-Bunger valve) とも呼ばれている。
放出された水はコーンにガイドされて広範囲に拡散し、その際に霧吹きと同様の原理で周囲にある空気を取り込むので、水の運動エネルギーを大きく削ることができる。また構造上、水圧が平衡して弁体に加わり、さらに弁体が管路と平行に開閉するので動作が軽くスムーズで、任意の量の放出を長時間安定して継続できる。
高い水圧のかかった状態の水を、その勢いを低減させた状態で放出しなければならない場面で有効とされ、主に多くのダムにおいて、その下部に装備される。ダム湖に貯えた水を河川に放流する際、フィクストコーンスリーブ弁ならば河床の洗掘を抑えることができる。中にはバルブ周囲を一回りほど径の大きな管で覆い、放流水の不要な拡散を抑えるようにした例もある。

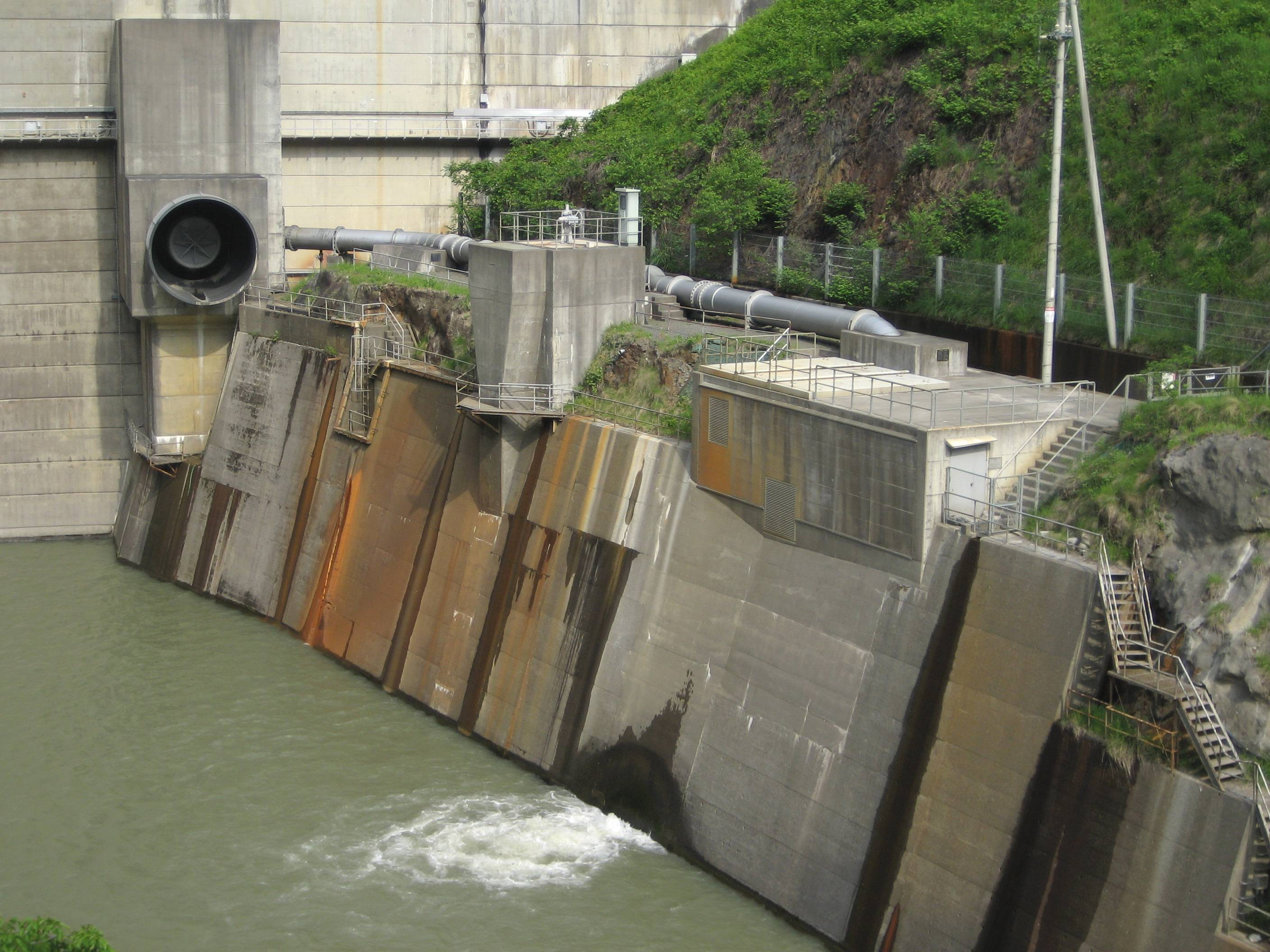
周囲を管で覆ったフィクストコーンスリーブ弁（稲核ダム）